# Centromedon zoe
Centromedon zoe is een vlokreeftensoort uit de familie van de Uristidae. De wetenschappelijke naam van de soort is voor het eerst geldig gepubliceerd in 2011 door Horton & Thurston.